# Waveny Park
Waveny Park, también conocido como Waveny House, es un parque ubicado en New Canaan (Connecticut), Estados Unidos. La pieza central del parque es el castillo construido en 1912 y rodeado por aproximadamente 300 acres (1,2 km²) de campos, estanques y senderos. El arquitecto de la estructura fue William Tubby. El diseño del paisaje para la residencia original estuvo a cargo del arquitecto paisajista Frederick Law Olmsted Jr. Históricamente, Waveny Park fue edificada para la familia Lewis Lapham y lleva este nombre en honor al río Waveney, lugar donde vivieron sus antepasados. Ha sido refugio y hogar de muchos niños que practicaban deportes y pescaban en el estanque, granjeros que se dedicaban al cultivo de maíz y la cría de pollos y cerdos y de otros personajes reconocidos en los medios. La propiedad se incluyó en el Registro Nacional de Lugares Históricos en 2019.
El parque limita con Farm Road al norte, Merritt Parkway al sur, South Avenue al este y Lapham Road al oeste. A lo largo de los años, se han construido numerosas estructuras urbanas adicionales y sitios de interés en varias partes de la propiedad, incluida la escuela secundaria New Canaan, un centro acuático, dos torres públicas de suministro de agua, canchas de pádel, campos de fútbol, béisbol, tenis y sóftbol, zonas verdes, áreas abiertas, fuentes y estatuas. También se encuentra la oficina del Departamento de Recreación de New Canaan. En el primer piso de Waveny House se encuentran varios sitios como un salón, una biblioteca, sala de estar y de billar, patio con vistas a los jardines, y una sala para desayunar; en el segundo piso se ubican varias salas que normalmente se utilizan para realizar conferencias y reuniones. Para poder utilizar algunas de estas instalaciones, se cobra una tarifa nominal anual. Muchas personas de todo el condado de Fairfield disfrutan de las recreaciones de los parques. A menudo se celebran actuaciones, fiestas y diversas actividades y sirve como un espacio de recreación comunitaria.
Lewis Henry Lapham, uno de los fundadores de la petrolera Texaco y el hombre que construyó Waveny House, pasó allí los veranos con su familia durante muchos años. La familia Lapham entregó al pueblo de New Canaan la mayor parte de los terrenos de la propiedad en 1967 y vendió Waveny House y los 300 acres que lo rodean por $ 1 500 000.
El actor estadounidense Christopher Lloyd (protagonista de algunas películas como Back to the Future y The Addams Family), nacido en Stamford (Connecticut), vivió en la mansión Waveny. La casa sirvió para realizar algunas tomas exteriores de la ficticia 'Cortlandt Manor' en la serie de televisión All My Children. Los exteriores de la finca también se utilizaron en la nueva versión de la película The Stepford Wives, estrenada en junio de 2004.